# 心盲症
心盲症（英語：Aphantasia），又稱幻像可視缺失症、想像障礙，是指無法進行視覺想像的狀態。受影響者無法在腦海中想像一幅視覺畫面。很多受影響者同時不能回想起任何氣味、聲音、觸感。其中一些更表示自己不能辨認人臉。
法蘭西斯·高爾頓於1880年首次描述這種現象，不過它在之後一直受到研究者冷遇。2015年，亞當·賽曼（Adam Zeman）等人就着此現象發表了一份研究，隨即引起關注。他們同時把此一狀態命名為「aphantasia」（心盲症）。有關心盲症的研究仍然很少。
「Aphantasia」由古希臘語前綴（ᾰ̓-，沒有）及單詞（φᾰντᾰσῐ́ᾱ，想像）所組成。

## 歷史
法蘭西斯·高爾頓在1880年一項有關心像的社会统计调查中首度描述此一現象。他表示此一现象在其同事當中頗為常見。它在之後一直受到研究者冷遇。2005年，埃克塞特大學的教授亞當·賽曼找到MX這個受心盲症影響者；MX在接受一次小手術後，喪失在腦海中形成視覺想像的能力。他之後連同其他學者一起為MX進行個案研究，有關結果在2010年發表。在研究發表後，一些人便跟賽曼聯絡，對之表示自己一生內都無法進行任何視覺想像。賽曼等人在2015年發表了一篇論文，於當中把上述情況稱為「先天性心盲症」。此一論文令不少人對心盲症產生興趣。
2016年8月，Firefox的最初開發者之一布雷克·羅斯發表了一篇短文，於當中表示自己患有心盲症。這篇短文隨後在社交平台和各大新聞媒體上廣泛流傳。

## 評估
賽曼等人以視覺心像鮮明度量表（VVIQ）去量度21位自評受心盲症影響的人和志願參與者的心像質量。这份问卷邀请当事人想象一系列的图像（比如某位亲戚、太阳升起的情境、他们认识的商店），然後讓其以1至5分去評估自己的想像有多生動——1分代表「完全沒有形成圖像，你只知道自己在想著這個對象」，5分則代表「栩栩如生，如见真章」。若16道问题加起上來不過20分，即被視為受心盲症影響者。

## 研究
賽曼等人所研究的對象雖不能自主進行視覺想像，但他們在做夢等不隨意的情況下，仍能形成視覺圖像。
另一项研究认为，額葉參與了视觉皮层的感知表征反饋聯繫活動；受心盲症影響者則可能在此一聯繫上出現缺陷，使得他們的视觉皮层不能夠被激活，最終無法產生視覺想像。
2020年的一项研究结论道，受心盲症影響者對於其他感覺的想像能力同樣低下，此外他們的自傳式記憶也較為不生動。
除了先天因素外，也有因腦部受損或心理原因而造成心盲症的例子。

## 延伸閱讀
- Kendle, Alan. . Bennion Kearny Limited. 2017  [2021-04-23]. ISBN 978-1-911121-42-8. （原始内容存档于2018-03-14）.
- Faw, Bill (2009). "Conflicting Intuitions May Be Based on Differing Abilities: Evidence From Mental Imaging Research". Journal of Consciousness Studies. 16 (4): 45–68.